# Giuliano Marinho
Giuliano Marinho dos Santos, ps. "Giuliano", (ur. 13 sierpnia 1977 w Cruzeiro do Sul) – brazylijski piłkarz grający na pozycji pomocnika.
Jest wychowankiem klubu José Bonifácio, grał również w innych brazylijskich zespołach: Ituano Itu, Grêmio Esportivo Sãocarlense, Comercial FC, Ferroviárii Araraquara, XV de Piracicaba, Ituano Itu.
Przed sezonem 2000/2001 trafił do Legii Warszawa, w której zadebiutował 29 lipca 2000 w wyjazdowym meczu przeciwko Ruchowi Radzionków, zdobywając równocześnie w 90 min. jedynego gola w tym spotkaniu i zapewniając zwycięstwo Legii. W całym sezonie rozegrał 27 meczów i zdobył 9 bramek. Wielu ekspertów uważa, iż właśnie podczas gry w stołecznym klubie Giuliano osiągnął swoją życiową formę, będąc w tamtym okresie jednym z najlepszych zawodników w drużynie.
W 2001 r. powrócił do Brazylii, by grać w słynnym CR Vasco da Gama, gdzie jednak zagrał tylko 2 mecze i wiosną 2002 przeniósł się do Ituano Itu. W sezonie 2002/2003 znów grał w polskiej lidze, w barwach Widzewa Łódź (25 spotkań, 2 bramki). Następnie przeniósł się do greckiego Panionios GSS.
Jesienią 2004 po raz trzeci w karierze występował w polskiej I lidze, zaliczając 7 spotkań w Pogoni Szczecin. Kolejny zespół w jego karierze to brazylijski Paraná Clube. W sezonie 2005/2006 grał Panachaiki GE. W latach 2008–2009 był piłkarzem Comercial FC i Budućnostu Podgorica.
W polskiej ekstraklasie rozegrał w sumie 59 meczów i strzelił 11 goli.